# Vaʻaletoa Sualauvi II.

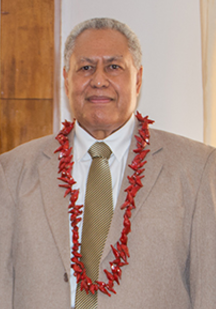
Vaʻaletoa Sualauvi II., 2017

Tuimalealiʻifano Vaʻaletoa Sualauvi II. (* 29. April 1947 auf Upolu, Samoa), in vereinfachter Schrift Tuimalealiifano Vaaletoa Sualauvi II, ist ein samoanischer Politiker und seit 21. Juli 2017 mit Ablegung des Amtseids viertes Staatsoberhaupt (O le Ao o le Malo) Samoas seit der Unabhängigkeit.

## Leben
Nach der Schulzeit am Samoa College in Apia auf der Insel Upolu studierte Sualauvi Rechtswissenschaften an der Australian National University (ANU) in Canberra (Bachelor of Laws) und Theologie am Malua Theological College and Bible School in Malua, Samoa (Diplom in Theologischen Studien). Er arbeitete zunächst als Lehrer, trat in den Polizeidienst ein und wurde Chefinspektor des Samoa Police Service. Als Polizeioffizier verbrachte er drei Jahre in Neuseeland. Danach schlug er die Rechtslaufbahn ein und wurde Solicitor (Principal State Solicitor) beim Amt des Generalstaatsanwalts, dann Rechtsverteidiger im Justizdepartement und am Obersten Gerichtshof, dem Supreme Court of Samoa. Er ist Mitglied der Abgeordnetenkammer (Council of Deputies) seit dem 15. Parlament, dem Einkammerparlament Fono.
Am 5. Juli 2017 wurde er vom 16. Fono zum neuen Staatsoberhaupt als Nachfolger von Tufuga Efi ernannt, der nicht zu einer dritten Amtszeit antrat. Er wurde am 21. Juli 2017 vereidigt und ist für fünf Jahre im Amt.
Sualauvi trägt seit 1977 den Häuptlingstitel Tuimalealiʻifano. Erster Träger mit dem Namen Sualauvi war Tuimalealiʻifano Toʻoa Sualauvi († 1870), ein Häuptling der Sa Tauaʻana. Er ist mit dem Ehrentitel Afioga Laienprediger und Dekan im Aʻana-Distrikt der presbyterianisch-orientierten Congregational Christian Church of Samoa (CCCS).